# Unterseeboot UB-112
Pour les autres navires du même nom, voir Unterseeboot 112.
L'Unterseeboot UB-112 est un sous-marin (U-Boot) allemand de type UB III utilisé par la Kaiserliche Marine pendant la Première Guerre mondiale. Il a été mis en service dans la marine impériale allemande le 16 avril 1918.
L'UB-112 s’est rendu aux Alliés à Harwich le 24 novembre 1918, conformément aux exigences de l’armistice avec l’Allemagne. Il fut utilisé pour des essais d’explosifs au large de Falmouth le 20 novembre et le 1er décembre 1920, après quoi le bateau fut abandonné sur Castle Beach. L’épave a été vendue à la ferraille à R. Roskelly & Rodgers le 19 avril 1921 pour 125 £, mais les restes ont survécu in situ.

## Conception
Comme tous les sous-marins de type UB III, l'UB-112 avait un déplacement de 519 tonnes en surface et de 649 tonnes en immersion. Ses moteurs lui permettaient de naviguer à 13,3 nœuds (24,6 km/h) en surface et à 7,4 nœuds (13,7 km/h) en immersion. Il avait un rayon d'action de 7420 milles de marins (13740 km) à sa vitesse de croisière. L'UB-112 transportait 10 torpilles et était armé d’un canon de pont de 8,8 cm. L'UB-112 avait un équipage pouvant compter jusqu’à 3 officiers et 31 hommes.

## Historique des services
L'UB-112 a été construit par Blohm & Voss de Hambourg. Après un peu moins d’un an de construction, il a été lancé à Hambourg le 15 septembre 1917. Il a été mis en service au printemps de l’année suivante sous le commandement du capitaine Wilhelm Rhein.

## Affectations
- Flottille Flandern II : du 21 juillet au 18 octobre 1918
- IIIe flottille : du 18 octobre au 11 novembre 1918

## Commandants
- Kapitänleutnant Wilhelm Rhein[5] : du 16 avril au 11 novembre 1918

## Navires coulés
| Date              | Nom                 | Nationalité    | Tonnage | Destin.   |
| ----------------- | ------------------- | -------------- | ------- | --------- |
| 21 août 1918      | The Stewart’s Court | United Kingdom | 813     | Coulé     |
| 22 août 1918      | Prunelle            | United Kingdom | 579     | Coulé     |
| 23 août 1918      | Heros               | Suède          | 351     | Coulé     |
| 30 septembre 1918 | Atlantico           | Portugal       | 319     | Coulé     |
| 1 octobre 1918    | Aldebaran           | Suède          | 1683    | Coulé     |
| 1 octobre 1918    | Gjertrud            | Norvège        | 593     | Coulé     |
| 2 octobre 1918    | Bamse               | United Kingdom | 1001    | Coulé     |
| 2 octobre 1918    | Poljames            | United Kingdom | 856     | Coulé     |
| 3 octobre 1918    | Atlantis            | Norvège        | 1171    | Coulé     |
| 3 octobre 1918    | Westwood            | United Kingdom | 1968    | Coulé     |
| 3 octobre 1918    | A.E. Mc Kinstry     | Canada         | 1960    | Endommagé |
| 4 octobre 1918    | Nanna               | Norvège        | 1125    | Coulé     |